# Noël Daru
Pour les autres membres de la famille, voir famille Daru.
Noël Daru, né à Grenoble en 1729 et mort à Paris le 30 juin 1804, est un administrateur français, capitoul de Toulouse. Il est l'oncle de Stendhal qui parle de lui dans ses œuvres.

## Biographie
Né à Grenoble le 21 juin 1729, Noël Daru est le douzième enfant de François Daru, maire de Grenoble, et Marie-Thérèse Senterre. Sa famille est originaire de Valréas, fixée à Grenoble au XVIIe siècle, et doublement apparentée à la famille de Stendhal. 

### Avocat, administrateur
Noël Daru effectue des études de droit à Grenoble et devient avocat au parlement ,,. Il est d'abord employé de la Compagnie des Indes. 
En 1749, il part pour Montpellier pour y être chef des bureaux de l'intendance générale de la province du Languedoc, dirigée alors par le comte de Saint-Priest. Il en est le second à partir de 1765 comme « subdélégué général » (secrétaire général) de l'intendance,,.

### Capitoul de Toulouse
En 1769, Noël Daru est élu capitoul de Toulouse,,, ce qui lui procure l'anoblissement. Il siège aux États de Languedoc et fait partie, le 31 août 1772, de la délégation des cinq membres des États qui est présentée au roi et reçue par lui en audience, à Versailles. Il prend sa retraite de subdélégué général à 58 ans, en 1787, et bénéficie de deux rentes. Arthur Chuquet estime sa fortune de l'époque à 217 000 francs.
Le capitoulat étant une charge anoblissante, c'est dans l'assemblée de la noblesse que Noël Daru prend part aux délibérations préalables aux États généraux de 1789, ce qui causera plus tard du tort à son fils Pierre.

### Révolution et Empire

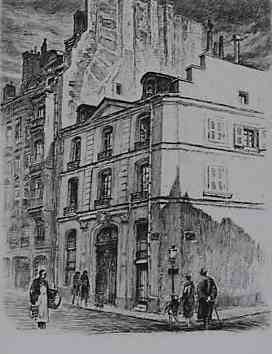
L'hôtel Daru, qu'il achète en 1798.

Pendant la Révolution, il quitte Montpellier pour Versailles, vers 1792. Sous la Terreur, il est arrêté en avril 1794 ; ses biens sont séquestrés. Il est libéré en octobre suivant. Sous le Directoire, il trouve le moyen de gagner deux millions grâce à d'heureuses spéculations. 
Il achète en avril 1798 un hôtel particulier à Paris, rue de Lille, qui avait appartenu à Condorcet. C'est dans cet hôtel qu'il accueille son jeune cousin Henri Beyle (Stendhal) après l'avoir fait soigner. 
Il est la première personnalité importante de la famille Daru. Stendhal qui lui est apparenté parle de lui dans ses œuvres. Il meurt dans son hôtel parisien le 30 juin 1804.

### Controverse sur l'espionnage
Des historiens comme Chuquet et Lefebvre ont pensé que Noël Daru et son fils Pierre pouvaient être « l'ami de Paris » et « le fils de l'ami » qui auraient alimenté le comte d'Antraigues en informations secrètes pour la cour de Russie. Mais selon Jacques Godechot, une analyse approfondie montre que les renseignements étaient en grande partie faux et que le comte d'Antraigues, pour mieux vendre ses renseignements, devait faussement les attribuer à des personnes haut placées qu'il avait connues à Montpellier.

### Mariage, postérité
- Noël Daru se marie deux fois : il épouse d'abord à Montpellier en 1763 Jeanne Sadde, fille d'un négociant ; il en a un fils, Jean-Baptiste-Emmanuel, né et mort en 1764[17]. Il se remarie en 1765 à Montpellier avec Suzanne Périès, qui lui apporte 29 600 livres de dot ; ils ont neuf enfants[18] :
  - Pierre Daru (1767-1829), homme d'État et administrateur, intendant militaire, Conseiller d'État, intendant général, ministre de l'administration de la guerre, comte de l'Empire, pair de France, membre de l'Académie française[19] ; ép. à Paris en 1802 Alexandrine-Thérèse Nardot[20] (dont David a peint le portrait), dont :
    - Camille-Pauline Daru (1803-....), qui ép. en 1826 François Eustache de Fulque (1796-1876), marquis d'Oraison, général de division, député ;
    - Alexandre Daru (1804-1804) ;
    - Alexandrine Daru, qui ép. Charles Baconnière de Salverte ;
    - Napoléon Daru (1807-1873), comte Daru, officier, ministre des Affaires étrangères, député, sénateur, membre de l'Académie des sciences morales et politiques ; ép. Charlotte-Camille Le Brun de Plaisance, fille du baron de Plaisance, dont trois enfants ;
    - Alexandrine-Amélie Daru (1808-1884), qui ép. Henry Dursus ;
    - Paul Henri Daru (1810-1877), officier puis diplomate, député de Seine-et-Oise ;
    - Joseph-Eugène Daru (1813-1888), banquier ; ép. Louise Camus du Martroy, dont cinq enfants ;
    - Octavie-Adèle Daru (1814-1834), qui ép. Septime de Faÿ de La Tour-Maubourg (1801-1845), ambassadeur, pair de France.

  - Marie-Anne-Suzanne-Catherine Daru (1767-1800), qui ép. en 1785 Toussaint Cambon[21] ;
  - Marie-Eulalie Daru (1768-1770) ;
  - Adélaïde Daru (1769-1852)[22], qui ép. 1° Pierre Le Brun, conseiller à la Cour d'Appel de Paris ; 2° Pierre Marie de Grave (1755-1823), marquis, maréchal de camp, ministre de la Guerre en 1792, lieutenant général, pair de France ;
  - Sophie-Suzanne Daru (1770-1844)[23], qui ép. Jacques Faget de Baure (1755-1817), président de la cour impériale à Paris, député, un des principaux rédacteurs de la Charte[24].
  - Henry Daru (17..-1772) ;
  - Suzanne Daru (1773-1778) ;
  - Martial Daru (1774-1824), intendant des domaines impériaux à Rome, baron de l'Empire[25] ; ép. Charlotte-Marie de Froidefond du Chatenet, dont :
    - Jérôme, baron Daru (1807-1873) ;
    - Charles-Martial Daru (18..-1865), chambellan de Napoléon III ;
    - Nathalie Daru, qui ép. Napoléon Desmousseaux de Givré, préfet.

  - Eulalie Daru (1776-1776).